# Karl Jaspers
Karl Theodor Jaspers, nemško-švicarski psihiater in filozof, * 23. februar 1883, Oldenburg, Nemčija, † 26. februar 1969, Basel, Švica. 
Karl Theodor Jaspers je bil nemško-švicarski psihiater in filozof, ki je imel velik vpliv na moderno teologijo, psihiatrijo in filozofijo. Potem, ko se je izučil za psihiatra, je Jaspers razširil zanimanje še na filozofsko raziskovanje in poskušal odkriti inovativen filozofski sistem. Velja za enega najpomembnejših predstavnikov eksistencializma v Nemčiji, čeprav se sam ni opredeljeval za eksistencialista.

## Življenje
Jaspers je rodil v Oldenburgu leta 1883 kmečki materi in meščanskemu očetu pravniku. Že zelo zgodaj se je zanimal za filozofijo in psihologijo, vendar se je uklonil očetovi volji in začel študirat pravo na Univerzi v Heidelbergu. Študij prava je leta 1902 je zamenjal s študijem medicine, ki ga je uspešno zaključil z diplomo s področja kriminologije. Leta 1910 se je poročil z Gertrud Mayer (1879-1974), nemško Judinjo, ki je bila sestra njegovih tesnih prijateljev Gustava in Ernesta Mayerja.
Leta 1908 je na Heidelbergški univerzi promoviral iz medicine in začel službovati v psihiatrični bolnišnici v Heidelbergu pod mentorjem Franzom Nisslom. Jaspers je bil nezadovoljen s takratnim medicinskim pristopom do duševnih bolezni in si je zadal nalogo, da to izboljša. Leta 1913 je Jaspers habilitiral na Filozofski fakulteti Univerze v Heidelbergu in leta 1914 dobil tam delovno mesto kot predavatelj na katedri za psihologijo. Delovno mesto je kasneje postalo trajno in Jaspers se nikoli ni vrnil h klinični praksi. V tem času je bil tesen prijatelj družine Weber; sociolog Max Weber je tudi predaval na Heidelberški univerzi. 
Leta 1921, star 38 let, je Jaspers svoje zanimanje popolnoma posvetil filozofiji. Razširi je hotel teme, ki jih je razvil v svojih psihiatrični praksi in psihološki teoriji. Postal je znan filozof v Nemčiji in po Evropi.
Po nacističnemu zasegu so oblasti leta 1933 Jaspersa štele, da ima "judovski priokus" (jüdische Versippung, v žargonu časa) zaradi svoje judovske žene. Leta 1937 so ga nacisti prisilno upokojili, leto kasneje pa mu še prepovedali objavljati. Veliko njegovih dolgoletnih prijateljev je stalo ob njem, zato je ob njihovi pomoči nadaljeval študij in raziskave. Vendar sta bila on in njegova žena vedno v nevarnosti, da ju izženejo v koncentracijsko taborišče, dokler ni 30. marca 1945 Heidelberg osvobodila ameriška vojska.
Leta 1948 se je Jaspers preselil na Univerzi v Baslu v Švici. Tam je dobil švicarsko državljanstvo in živel vse do svoje smrti, ko je na 90. rojstni dan svoje žene leta 1969 umrl. 

## Prispevki za psihiatrijo
Jaspersovo nezadovoljstvo s pogostim razumevanje duševnih bolezni ga je pripeljalo do tega, da je začel dvomiti tako v diagnostična merila in metode klinične psihiatrije. Leta 1910 je objavil članek, v katerem je obravnaval problem, ali je paranoja vidik osebnosti ali posledica bioloških sprememb. Čeprav ni ugotovil ničesar novega, kar ne bi bilo že znano, je ta članek je predstavljal nov pristop k raziskovanju duševnih bolezni, saj ni bil v skladu s takratnimi normami. Duševne bolnike je proučeval natančno, zbiral biografske podatke o njih in tudi zapiske o tem, kako se sami bolniki počutijo o svojih simptomih. To je postalo znano kot biografska metoda in zdaj predstavlja temelj psihiatrične in predvsem psihoterapevtske prakse.
Jaspers je svoje poglede na duševne bolezni izpostavil v knjigi, ki jo je objavil leta 1913 z naslovom  Splošna psihopatologija (Allgemeine Psychopathologie). To delo je postalo klasika v psihiatrični literaturi in mnogi sodobni diagnostični kriteriji izhajajo iz tega dela. Eden od osrednjih načel Jaspers je bil, da naj bi psihiatri diagnosticirali simptome duševnih bolezni (zlasti psihoze) po obliki in ne po vsebini. Na primer, v diagnosticiranju halucinacij, da je bolj pomembno omeniti, kako oseba doživi vidne pojave tudi, ko ni senzoričnih dražljajev, ki bi jih povzročili, kot pa zapisovanje in dokumentiranje razpoloženja bolnika. Kar bolnik vidi je "vsebina", vendar razhajanje med vizualno percepcijo in objektivno realnostjo je "oblika".
Jaspers je menil, da bi psihiatri lahko diagnosticirali blodnje na enak način. Trdil je, da zdravniki ne bi smeli upoštevati prepričanj v privide, ki temeljijo na vsebini prepričanja, temveč samo na temelju načina, na katerega ima bolnik takšno prepričanje. Jaspers je tudi razlikoval med primarnimi in sekundarnimi blodnjami. Primarno blodnjo je opredelil kot avtohtono, kar pomeni, da se pojavi brez očitnega vzroka in se pojavlja nerazumljivo glede na običajni miselni proces. Sekundarne blodnje, pa je opredelil kot tiste, na katere vpliva ozadje osebe, trenutna situacija ali duševno stanje.

## Prispevki za filozofijo in teologijo
Jaspersa uvrščamo med eksistencialiste, najprej predvsem zaradi očitnega vpliva Nietzscheja in Kierkegaarda, deloma zato, ker je tema osebne svobode vsebovana v večini njegovih del. V Filozofiji, 1932 je Jaspers podal svoj pogled na zgodovino filozofije in predstavil svoje glavne teme. O sodobni znanosti in empirizmu je menil, da medtem ko dvomimo v realnost, se soočamo z mejami, ki jih empirična (oziroma znanstvena) metoda preprosto ne more preseči. Na tej točki se posameznik sooča z izbiro: se preda obupu ali pa zaupa 'skoku na slepo', kar odpira pot Transcendentalnemu. Pri tem zaupanju se posameznika sooča s svojo popolno svobodo, z Eksistenco, in tako lahko končno doživi avtentični obstoj.
Transcendenca je za Jaspersa to, kar obstaja izven sveta časa in prostora. Njegovo ukvarjanje s transcendentizmom je mnoge navedlo na misel, da so ga začeli smatrati za monista, čeprav je sam nenehno poudarjal nujnost priznave veljavnosti obeh konceptov subjektivnosti in objektivnosti, ki si stojita vsaksebi.
Čeprav je zavrnil očitne verske nauke, vključno s pojmom osebnega Boga, je Jaspers vplival na sodobno teologijo s svojo filozofijo transcendence in omejitvijo človeške izkušnje. Krščanska tradicija je zelo vplivala na Jaspersa. Omeniti velja mistično filozofijo Mojstra Eckharta in Nikolaja Kuzanskega. Zanimal se je tudi za vzhodne filozofije, predvsem za budizem. Ob primerjavi zahodne in vzhodnih filozofij je razvil teorijo o aksialni dobi, dobi osi, obdobju znatnega filozofskega in verskega razvoja v Mediteranu, Indiji in na Kitajskem, ki je v grobem trajalo med 6. in 4. stol. pr. n. št.. V javnosti je polemiziral s teologom Rudolfom Bultmannom in kritiziral njegovo "demitologizacijo" krščanstva. Jaspers obširno pisal o nevarnosti za človeško svobodo, ki jo predstavlja nesorazmernega razvoja sodobne znanosti v primerjavi z razvojem gospodarstva in politike. Ker je bila njegova žena Judinja, se je moral po sprejetju nürnberških zakonih odpovedati profesuri, ker je bila njegova žena judovske, po vojni pa se je vrnil na univerzo. V povojnem delu Vprašanje o nemški krivdi je priznaval kolektivno odgovornost Nemcev za zločine Velikonemškega rajha.
Nekatera Jasersova dela so strokovnejša in v skladu z nemškim jezikom težko prevedljiva, znal pa je tudi filozofijo približati laični javnosti: radijske oddaje Uvod v filozofijo, knjižni deli Veliki filozofi in Kaj je filozofija?. Njegov zadnji veliki poskus sistematične filozofije o Existenz - Von Der Wahrheit –se še ni pojavil v angleščini. Med njegovimi študenti je bil francoski hermenevtični fenomenolog Paul Ricoeur, na katedri za filozofijo Heidelberške univerze pa ga je nasledil Hans-Georg Gadamer.

## Politična stališča
Po prepričanju je bil humanist, zato je odločno nasprotoval totalitarizmom in opozarjal na nevarnost tehnokracije, v kateri so ljudje zgolj posamezniki zgolj instrumenti za dosego ozkih ideoloških ciljev. Hkrati pa je bil tudi skeptičen do predstavniške demokracije. Bil je tudi skeptičen o množični demokraciji. Politična oblast bi morala biti omejena in hkrati zagotavljati individualno svobodo posameznikov. Bolj kot glas večine je cenil meritokratsko elito izobražencev, ki naj bi vodili družbo.